# Acer caudatifolium
Acer caudatifolium é uma espécie de árvore do gênero Acer, pertencente à família Aceraceae.